# Taras Chubay
Taras Hrigorovich Chubay (em ucraniano: Тарас Григорович Чубай; nascido a 21 de junho de 1970) é um músico e poeta ucraniano, cantor e compositor, mais conhecido por ter participado na banda de rock ucraniana Plach Yeremiyi.